# Ruta 10 (Bolivien)
Die Ruta 10 ist eine Nationalstraße im südamerikanischen Andenstaat Bolivien.

## Streckenführung
Die Straße hat eine Länge von 767 Kilometern und durchquert das bolivianische Tiefland von Osten nach Westen, von der brasilianischen Grenze im Osten bis in die Kolonisationsgebiete nördlich von Santa Cruz zwischen den Schwemmlandebenen von Río Grande und Río Piraí. Die Straße durchquert dabei allein das Departamento Santa Cruz. Sie beginnt im Osten als Fortsetzung der brasilianischen Ruta BR-070 bei San Matías und endet im Westen in der Ortschaft San Juan del Piraí (früher: Colonia Piraí).
Die Strecke von San Matías bis San Ignacio besteht aus unbefestigter Schotter- und Erdpiste, von San Ignacio bis San Ramón ist sie asphaltiert, von Los Troncos bis Okinawa I ist sie wiederum unbefestigt, der Rest der Ruta 10 ist gut ausgebaut und asphaltiert.
Auf dem 54 Kilometer langen Abschnitt von San Ramón nach Los Troncos ist die Ruta 10 unterbrochen und ist hier als Ruta 9 ausgeschildert, dieser Abschnitt ist komplett asphaltiert.

## Geschichte
Die Ruta 10 ist mit Dekret 25.134 vom 31. August 1998 zum Bestandteil des bolivianischen Nationalstraßennetzes "Red Vial Fundamental" erklärt worden.

## Streckenabschnitte

### Departamento Santa Cruz
- km 000: San Matías
- km 090: Las Petas
- km 174: San Bartolo de la Frontera
- km 202: San Vicente de la Frontera
- km 251: Espíritu
- km 310: San Ignacio de Velasco
- km 392: Santa Rosa de Roca
- km 474: Concepción
- km 535: San Javier
- km 577: San Ramón – hier weiter auf der Ruta 9 bis Los Troncos
- km 577: Los Troncos
- km 595: Puerto Pacay
- km 607: Okinawa I
- km 648: Guabirá
- km 689: Chané Independencia
- km 774: San Juan del Piraí